# Isabel de Stolberg-Rossla
Isabel de Stolberg-Rossla (en alemán: Elisabeth zu Stolberg-Roßla; Rossla, 23 de julio de 1885-Eutin, 16 de octubre de 1969) fue princesa de Stolberg-Rossla por nacimiento. Fue la segunda esposa de Juan Alberto de Mecklemburgo-Schwerin, regente del Ducado de Brunswick.

## Biografía
Era hija del príncipe Botho de Stolberg-Rossla y de la princesa Eduvigis de Ysenburg y Büdingen (la hija mayor del príncipe Bruno de Ysenburg y Büdingen. Se casó con Juan Alberto de Mecklemburgo-Schwerin el 15 de diciembre de 1909, un año después de la muerte de su primera esposa de éste. No tuvieron hijos.
Después de la muerte de Juan Alberto, en 1920, Isabel se volvió a casar con el duque Adolfo Federico de Mecklemburgo, medio hermano de su primer marido, en Ludwigslust, Mecklemburgo-Schwerin.
Murió en Eutin, Schleswig-Holstein, el 16 de octubre de 1969, dos meses después de la muerte de su segundo marido.